# Anja Schäfer-Bongwald
Anja Schäfer-Bongwald (* 11. Juli 1966 in Winz als Anja Schäfer) ist eine ehemalige deutsche Ruderin.

## Werdegang
Anja Schäfer-Bongwald wurde 1987 zusammen mit Ingeburg Althoff, Kerstin Rehders, Elke Markwort und Steuerfrau Kerstin Peters Deutsche Meisterin im Vierer mit Steuerfrau. Im Folgejahr traten Althoff und Markwort bei den Deutschen Meisterschaften im Zweier ohne Steuerfrau an. Zusammen mit den beiden neuen Crewmitgliedern Cerstin und Katrin Petersmann konnten Schäfer-Bongwald, Rheders und Peters ihren Titel verteidigen. Bei den Olympischen Sommerspielen 1988 in Seoul gehörte Schäfer-Bongwald zur deutschen Crew, die in der Regatta mit dem Achter den siebten Platz belegte.
Anja Schäfer-Bongwald begann ein Architekturstudium und begann sie bei der Stämpfli Werft mit dem Schiffbau am Zürichsee. 1993 machte sie sich als Bootsbauerin zunächst in Bochum und ab 2001 im österreichischen Theresienfeld selbstständig. 2016 zog Schäfer-Bongwald dann nach Berlin.